# Л. Н. Шастри
Лакшми Нарасимха Шастри (англ. Lakshmi Narasimha Shastry; 30 августа 1971 — 30 августа 2017), также известный под псевдонимом Чайтанья (англ. Chaitanya) — индийский певец и композитор, работавший в индустрии кино на каннада. За свою карьеру записал более 300 песен.

## Биография
Шастри начал свою карьеру в начале 1980-х годов в театральной мастерской города Мандья вместе с Мандья Рамешем. Затем около пяти лет пел в оркестрах. В 1990 году он был представлен композитору Хамсалекхе, вместе с которым впоследствии проработал почти девять лет. В следующем году Шастри дебютировал в качестве закадрового исполнителя с песней «Love Love Loveaah» на музыку Хамсалекхи в фильме Ajagajantara.
Певец сотрудничал также с такими композиторами как Гурукиран и В. Манохар. На музыку последнего в 1996 году он записал песню «Kolumande Jangamadeva» для фильма Janumada Jodi, которая принесла ему кинопремию штата Карнатака за лучший мужской закадровый вокал. Ещё одним хитом в его карьере стала песня «Karunaade» из фильма Malla, вышедшем в 2004 году.
В 1998 году в фильме Kanasalu Neene Manasalu Neene он впервые выступил как композитор. Песни получили популярность, но сам фильм провалился. В первой и последующих фильмах, для которых Шастри писал музыку он использовал псевдоним Чайтанья и, только начиная с фильма Bellary Naga (2009), начал подписываться собственным именем. Всего он написал музыку для 25 фильмов, последним из которых стал Melody, вышедший в 2015 году и провалившийся в прокате. Его последней работой как певца стала композиция «Lo Maava» к фильму Love in Mandya в 2014 году.
В 2017 году стало известно, что он страдает от рака кишечника в четвёртой стадии. В результате болезни Шастри скончался 30 августа 2017 года в своём доме в Нагарбхави (Бангалор) в возрасте 46 лет. У него осталась дочь и жена, певица Сума Шастри.